# 1768 год в науке
В 1768 году произошли различные научные и технологические события, некоторые из которых представлены ниже.

## События
- Английский художник Джозеф Райт написал картину «Эксперимент с птицей в воздушном насосе» изображающую работу вакуумного насоса.
- Петер Симон Паллас отправился в экспедицию по Российской империи.
- Вымирание последней особи Стеллеровой коровы[1].

## Публикации
- Вышли в свет двухтомные путевые заметки аббата-астронома Шаппа д'Отроша о путешествии по России «Путешествие в Сибирь по приказу короля в 1761 г.; содержащее отчёт об обычаях и традициях русских, состоянии государственных дел этой державы; географическое описание и нивелирование дороги от Парижа до Тобольска, астрономические наблюдения и опыты с природным электричеством»[2]. Книга содержала также перевод сочинения С. П. Крашенинникова «Описание земли Камчатки…». Этот чрезвычайно содержательный с точки зрения этнографии труд имел во Франции огромный успех, в течение нескольких лет появились переводы и на другие европейские языки,
- Леонард Эйлер начал публиковать свои труды «Универсальная арифметика» (издавалась также под названиями «Начала алгебры» и «Полный курс алгебры»), «Интегральное исчисление» (лат. Institutiones calculi integralis, 1768—1770), а также научно-популярные «Письма о разных физических и философических материях, написанные к некоторой немецкой принцессе…», которые выдержали свыше 40 изданий на 10 языках (в том числе 4 издания на русском).

## Награды и премии
- Медаль Копли присуждена ирландскому химику Питеру Волфе[англ.].

## Родились
- 21 марта — Жан Батист Фурье, французский математик и физик.
- 18 июля — Жан Арган, французский непрофессиональный математик.
- 19 августа — Иоганн Вильгельм Хосфельд, немецкий лесовод, математик и педагог.
- 30 ноября — Анджей Снядецкий, польский врач, биолог, химик, профессор Виленского университета.

## Скончались
- 29 января — Джон Мартин, английский ботаник и врач.
- 11 сентября — Жозеф Делиль, французский астроном и картограф.
- Иосиф Симон Ассемани — итальянский востоковед арабского происхождения, хранитель Ватиканской библиотеки (1738—1768 годы), титулярный архиепископ Тира.
- Мари-Жеанн Де Лаланд, француженка-астроном.